# Pasar Sipirok
Pasar Sipirok is een bestuurslaag in het regentschap Tapanuli Selatan van de provincie Noord-Sumatra, Indonesië. Pasar Sipirok telt 3141 inwoners (volkstelling 2010).